# Hans Ljungman
Hans Ljungman, född 1 april 1778 i Råby i Ljungs socken, död 19 september 1859 i Lund, Kaga församling, var skarprättare i Östergötland under flera decennier.
Han var fortsatt aktiv som skarprättare vid 71 års ålder då han verkställde ett dödsstraff på drängen Björk i augusti 1846 i Glanshammar i Örebro län.
Han ansökte om pension 1849 till landshövdingen i Östergötland, vars begäran först gick igenom i mars 1859.